# Ponana xila
Ponana xila är en insektsart som beskrevs av Delong och Freytag 1967. Ponana xila ingår i släktet Ponana och familjen dvärgstritar. Inga underarter finns listade i Catalogue of Life.